# Diócesis de Doruma-Dungu
La diócesis de Doruma-Dungu (en latín: Dioecesis Dorumaënsis-Dunguensis y en francés: Diocèse de Doruma-Dungu) es una circunscripción eclesiástica de la Iglesia católica en la República Democrática del Congo. Se trata de una diócesis latina, sufragánea de la arquidiócesis de Kisangani. Desde el 24 de octubre de 2022 su obispo es Emile Mushosho Matabaro.

## Territorio y organización
La diócesis tiene 44 000 km² y extiende su jurisdicción sobre los fieles católicos de rito latino residentes en la parte septentrional de la provincia de Alto Uele y parte del territorio de Poko en la provincia de Bajo Uele.
La sede de la diócesis se encuentra en la ciudad de Dungu, en donde se halla la Catedral de los Santos Mártires de Uganda. En Doruma se encuentra la excatedral de San Vicente Ferrer. 
En 2021 en la diócesis existían 11 parroquias.

## Historia
La prefectura apostólica de Doruma fue erigida el 24 de febrero de 1958 con la bula Qui cotidie del papa Pío XII, obteniendo el territorio del vicariato apostólico de Niangara (hoy diócesis de Isiro-Niangara).
El 26 de septiembre de 1967 la prefectura apostólica fue elevada a diócesis con la bula Haud multum del papa Pablo VI.
El 3 de julio de 1970 asumió su nombre actual en virtud del decreto Cum Excellentissimus de la Congregación para la Evangelización de los Pueblos tras el traslado del obispado de Doruma a Dungu.

## Estadísticas
Según el Anuario Pontificio 2022 la diócesis tenía a fines de 2021 un total de 592 160 fieles bautizados.
| Año                                                                             | Población            | Población | Población      | Sacerdotes | Sacerdotes    | Sacerdotes    | Bautizados por sacerdote | Diáconos permanentes | Religiosos | Religiosos | Parroquias |
| Año                                                                             | Bautizados católicos | Total     | % de católicos | Total      | Clero secular | Clero regular | Bautizados por sacerdote | Diáconos permanentes | Varones    | Mujeres    | Parroquias |
| ------------------------------------------------------------------------------- | -------------------- | --------- | -------------- | ---------- | ------------- | ------------- | ------------------------ | -------------------- | ---------- | ---------- | ---------- |
| 1969                                                                            | 55 000               | 260 000   | 21.2           | 30         | 4             | 26            | 1833                     |                      | 34         | 23         | 1          |
| 1980                                                                            | 84 000               | 340 000   | 24.7           | 33         | 4             | 29            | 2545                     |                      | 93         | 45         | 22         |
| 1990                                                                            | 226 241              | 371 400   | 60.9           | 34         | 9             | 25            | 6654                     |                      | 65         | 59         | 17         |
| 1995                                                                            | 105 000              | 200 000   | 52.5           | 31         | 16            | 15            | 3387                     |                      | 62         | 35         | 10         |
| 2003                                                                            | 105 000              | 200 000   | 52.5           | 40         | 24            | 16            | 2625                     |                      | 37         | 29         | 11         |
| 2004                                                                            | 105 000              | 200 000   | 52.5           | 40         | 24            | 16            | 2625                     |                      | 37         | 29         | 11         |
| 2006                                                                            | 362 743              | 492 000   | 73.7           | 39         | 24            | 15            | 9301                     |                      | 53         | 33         | 11         |
| 2013                                                                            | 470 000              | 639 000   | 73.6           | 56         | 31            | 25            | 8392                     |                      | 77         | 49         | 11         |
| 2016                                                                            | 507 832              | 690 816   | 73.5           | 69         | 39            | 30            | 7359                     |                      | 66         | 40         | 11         |
| 2019                                                                            | 556 000              | 757 200   | 73.4           | 66         | 35            | 31            | 8424                     |                      | 69         | 28         | 11         |
| 2021                                                                            | 592 160              | 806 435   | 73.4           | 73         | 36            | 37            | 8111                     |                      | 78         | 39         | 11         |
| Fuente: Catholic-Hierarchy, que a su vez toma los datos del Anuario Pontificio. |                      |           |                |            |               |               |                          |                      |            |            |            |

## Episcopologio
- Guillaume van den Elzen, O.S.A. † (13 de noviembre de 1958-7 de mayo de 1983 renunció)
- Emile Aiti Waro Leru'a † (7 de mayo de 1983 por sucesión-25 de septiembre de 1989 nombrado obispo de Isiro-Niangara)
  - Sede vacante (1989-1994)
- Richard Domba Mady † (14 de marzo de 1994-3 de julio de 2021 falleció)
- Emile Mushosho Matabaro, desde el 24 de octubre de 2022[nota 1]